# Vlag van Worcestershire

Vlag van Worcestershire

De vlag van Worcestershire is de vlag van het Engelse graafschap Worcestershire. De vlag werd geregistreerd bij het Flag Institute op 8 april 2013 als de winnende inzending van het wedstrijd van BBC Hereford & Worcester. Het werd voor het eerst gehesen tijdens een ceremonie in de kathedraal van Worcester op dezelfde dag.
De vlag is ontworpen door Elaine Truby en bevat de beroemde zwarte peer van het graafschap (black worcester pear) - een symbool dat naar verluidt werd gebruikt door Worcestershire-eenheden tijdens de Slag bij Azincourt. Daarnaast staat er een perenboom op het wapen van de gemeente. Drie van deze peren staan op een schild tegen een golvende groene en blauwe achtergrond. Deze laatste kleuren symboliseren het groene overstromingsgebied van de rivier de Severn die door het graafschap stroomt. De donkergroene kleur wordt gedragen door het cricketteam van het graafschap. De vlag werd gemaakt nadat in 2013 een wedstrijd was uitgeschreven door radiostation BBC Hereford & Worcester om een officiële vlag voor het graafschap te maken nadat was ontdekt dat Worcestershire er geen had.